# Dialeurodicus tessellatus
Dialeurodicus tessellatus là một loài côn trùng cánh nửa trong họ Aleyrodidae, phân họ Aleurodicinae.
Dialeurodicus tessellatus được Quaintance & Baker miêu tả khoa học đầu tiên năm 1913.